# استیکس (گروه موسیقی)
استیکس (به انگلیسی: Styx) یک گروه راک آمریکایی است که در شیکاگو، ایلینوی، در سال ۱۹۷۲ تشکیل شد. آنها به دلیل ترکیب گیتار هارد راک ملودیک با گیتار آکوستیک، سینتی سایزرهای ترکیب شده با پیانو آکوستیک، آهنگ‌های شاد با تصنیف‌های قدرتمند و ترکیب عناصر تئاتر موزیکال بین‌المللی شناخته شده‌اند. گروه خود را با صدای پراگرسیو راک در دههٔ ۱۹۷۰ تثبیت کرد و در دههٔ ۱۹۸۰ شروع به ترکیب پاپ راک و عناصر سافت راک کرد.
ترکیب اصلی شامل دنیس دی‌یانگ، جیمز «جی‌وای» یانگ، جان «جی‌سی» کورولوسکی و برادران چاک و جان پانوزو بود. این گروه که در سال ۱۹۷۲ با آلبوم استیکس شروع به کار کرد، معمولاً هر سال یک آلبوم در طول دههٔ ۱۹۷۰ منتشر می‌کرد. استیکس ۲ (۱۹۷۳) آهنگ رؤیایی «بانو» را داشت، یک تصنیف قدرتمند، که به شمارهٔ ۶ در ایالات متحده رسید و به آلبوم کمک کرد تا به ۲۰ آلبوم برتر تبدیل شود. «بانو» در کانادا، استرالیا و نیوزلند نیز جزو ۲۰ آهنگ برتر بود. آلبوم‌های اعتدال (۱۹۷۵) و توپ کریستال (۱۹۷۶) به رتبهٔ برتر ۷۰ در ایالات متحده رسید و اعتدال با نمایش «لورلی»، یک موفقیت شمارهٔ ۶ در کانادا، به‌دست آورد. توپ کریستال اولین آلبوم با گیتاریست تامی شا بود که در اواخر سال ۱۹۷۵ جایگزین کورولوسکی شد.
موفقیت تجاری استیکس در آمریکای شمالی با آلبوم توهم بزرگ (۱۹۷۷) به دست آمد که در دو کشور ایالات متحده و کانادا در رتبهٔ ۶ قرار گرفت و اولین آلبوم از چهار آلبوم متوالی چند پلاتینی در ایالات متحده برای استیکس شد. تک‌آهنگ «بیا بادبان دور» طوری برجسته شد که در هر دو کشور جزو ۱۰ مورد برتر قرار گرفت. ادامهٔ کار گروه، آلبوم قطعات هشت (۱۹۷۸)، یکی دیگر از موفقیت‌های شمارهٔ ۶ در ایالات متحده بود، اما در کانادا به دلیل ۱۰ بازدید برتر «مرتد» و «مرد یقه آبی (شب‌های طولانی)» به بالاترین سطح خود رسیدند. در سال ۱۹۷۹، آلبوم سنگ بنا از استیکس با استفاده از تصنیف شمارهٔ ۱ برون مرزی «عزیزم» به رتبهٔ ۲ در هر دو کشور رسید. این آلبوم به آلبوم موفقیت‌آمیز آنها در استرالیا و نیوزلند تبدیل شد و «عزیزم» در رتبهٔ ۳ قرار گرفت. «عزیزم» در بریتانیا موفق شد رتبهٔ ۶ را کسب کند و سنگ بنا در رتبهٔ ۳۶ قرار گرفت.
در سال ۱۹۸۱، تئاتر بهشت استیکس یک آلبوم شمارهٔ ۱ در ایالات متحده و کانادا بود، در حالی که همچنین به ۱۰ آلبوم برتر در اسکاندیناوی و بریتانیا (بزرگ‌ترین آلبوم آنها در آنجا) و ۳۰ آلبوم برتر در استرالیا و نیوزیلند رسید. «بهترین زمان» از آلبوم به شمارهٔ ۱ در کانادا، شمارهٔ ۳ در ایالات متحده و شمارهٔ ۳۰ برتر در چندین کشور دیگر رسید، در حالی که «زمان زیادی در دستان من است» در آمریکای شمالی نیز جزو ۱۰ موفقیت برتر بود. آلبوم کیلروی اینجا بود (۱۹۸۳) آخرین آلبوم موفق استیکس بود که به ۳ آلبوم برتر در آمریکای شمالی و ۱۰ آلبوم برتر در اسکاندیناوی رسید، اگرچه در جاهای دیگر کمتر موفق بود. تک‌آهنگ اصلی آن، «آقای ربات»، سومین ترانه برتر چارت استیکس در کانادا شد، در ایالات متحده موفق به کسب رتبهٔ ۳ شد و بزرگ‌ترین موفقیت آنها در آلمان (شمارهٔ ۸) بود. پس از یک وقفه شش ساله، استیکس با آلبوم لبهٔ قرن (۱۹۹۰) بازگشت که با تک‌آهنگ «راه را به من نشان بده» به رتبهٔ ۶۳ در ایالات متحده رسید و در اوایل سال ۱۹۹۱ به یکی از ۳ موفقیت‌های برتر در آمریکای شمالی تبدیل شد.
به‌طور کلی، استیکس هشت آهنگ داشت که در بین ۱۰ آهنگ برتر در بیلبورد هات ۱۰۰ ایالات متحده و همچنین ۱۶ آهنگ برتر از ۴۰ آهنگ قرار گرفتند. هفت آهنگ از ۱۰ تک‌آهنگ برتر آن‌ها توسط دنیس دی‌یانگ، مؤسس و خوانندهٔ اصلی، که از سال ۱۹۹۹ عضو گروه نبود، نوشته و خوانده شد. استیکس بیش از ۲۰ میلیون ضبط برای ای-اند-ام رکوردز بین امضای آنها در سال ۱۹۷۵ و ۱۹۸۴ فروخت.

## تاریخچه

### تشکیل گروه و سال‌های وودن نیکل (۱۹۷۴–۱۹۶۱)
در اوت ۱۹۶۱، در سن ۱۲ سالگی، برادران دوقلوی چاک (گیتار) و جان پانوزو (درامز) برای اولین بار همراه با همسایهٔ ۱۴ ساله خود دنیس دی‌یانگ که آکاردئون می‌نواخت و آواز می‌خواند، در حالی که در منطقهٔ روزلند، شیکاگو زندگی می‌کردند، موسیقی نواختند. در نهایت گروه از نام The Tradewinds استفاده کرد. چاک یک سال گروه را برای حضور در مدرسهٔ علوم دینی ترک کرد اما در سال ۱۹۶۴ به گروه بازگشت. تام ناردینی به جای چاک پانوزو در گیتار آورده شده بود، بنابراین وقتی به گروه بازگشت تصمیم گرفت، با گیتار بیس بنوازد. جان پانوزو درامر بود، در حالی که دی‌یانگ از آکاردئون به کیبورد تغییر مسیر داده بود. در سال ۱۹۶۵، نام گروه از Tradewinds به TW4 (There Were 4) تغییر کرد پس از اینکه گروه دیگری به نام Trade Winds در سطح ملی به شهرت رسید. در سال ۱۹۶۶، برادران پانوزو به دی‌یانگ در کالج ایالتی شیکاگو پیوستند و گروه را با اجرا در دبیرستان‌ها و مهمانی‌های برادری در حالی که برای معلمی درس می‌خواندند، حفظ کردند. در سال ۱۹۶۹، پس از جدایی ناردینی، آنها یک دوست دانشگاهی، گیتاریست فولک، جان کورولوسکی، به گروه اضافه کردند. جیمز «جی‌وای» یانگ گیتاریست هارد راک در سال ۱۹۷۰ وارد عرصه شد و TW4 را به یک گروه پنج نفره تبدیل کرد.
در سال ۱۹۷۲، اعضای گروه پس از اینکه توسط یک استعدادیاب در کنسرتی در St. John of the Cross Parish در وسترن اسپرینگ، ایلینوی (زادگاه یانگ) مشاهده شدند، با Wooden Nickel Records قرارداد امضا کردند و تصمیم گرفتند نام جدیدی را انتخاب کنند. چندین پیشنهاد ارائه شد و به گفته دی‌یانگ، نام استیکس به این دلیل انتخاب شد که «تنها موردی بود که هیچ‌یک از ما از آن متنفر نبودیم.»
گروه چهار آلبوم با وودن نیکل منتشر کرد: استیکس (۱۹۷۲)، استیکس ۲ (۱۹۷۳)، افعی در حال قیام است (۱۹۷۳) و مرد معجزه (۱۹۷۴). این آلبوم‌ها شامل راک‌های مستقیم و آمیخته با پروگ راک با تعداد زیادی گیتار، درام، کیبورد، سازهای کوبه‌ای و تکنوازی آوازی بود. آنها پایگاهی از طرفداران خود را در منطقه شیکاگو ایجاد کردند، اما نتوانستند به جریان اصلی نفوذ کنند، اگرچه آهنگ «بهترین چیز» از آلبوم استیکس در ۱۶ سپتامبر ۱۹۷۲ نمودار شد و به مدت ۶ هفته در جدول بیلبورد هات ۱۰۰ ماند و به رتبهٔ ۸۲ رسید. سپس، تصنیف قدرتمند «بانو» (از استیکس ۲)، شروع به کسب مقداری زمان رادیویی، ابتدا در رادیو WLS در شیکاگو در سال ۱۹۷۴ و سپس در سراسر کشور کرد. در بهار سال ۱۹۷۵، نزدیک به دو سال پس از انتشار آلبوم، «بانو» موفق به کسب موقعیت شمارهٔ ۶ در ایالات متحده شد، و استیکس ۲ کمی بعد طلایی شد. بسیاری از منتقدان راک کلاسیک «بانو» را اولین تصنیف قدرتی می‌دانند که دنیس دی‌یانگ را «پدر تصنیف پاور» می‌نامند. با موفقیت «بانو»، یک تک‌آهنگ بعدی در استیکس ۲، «تو عشق نیاز داری» دوباره منتشر شد، اما به سختی توانست ۱۰۰ آهنگ داغ را بشکند.

### سال‌های اولیهٔ ای اند ام رکوردز و اضافه شدن تامی شا (۱۹۷۸–۱۹۷۵)
استیکس پس از تک‌آهنگ موفق دیرهنگام خود، با ای-اند-ام رکوردز قرارداد امضا کرد و آلبوم اعتدال (۱۹۷۵) را منتشر کرد، که فروش خوبی داشت و با آهنگ «لورلی» که به رتبهٔ ۲۷ در ایالات متحده رسید، مهم‌تر از همه، حاوی سرود راک بود. «سوئیت مادام بلو»، که گروه را به رسمیت شناخت و پخش آن را در رادیو اف‌ام در قالب نسبتاً جدید آلبوم راک محور (AOR) به دست آورد. پس از انتقال به ای اند ام، جان کورولوسکی، گیتاریست، ناگهان گروه را ترک کرد. آنها قرار بود در دسامبر ۱۹۷۵ یک تور سراسری را آغاز کنند، پس از جستجوی دیوانه‌وار در آخرین لحظه، گروه تامی شا گیتاریست را به عنوان جایگزین کورولوسکی آورد.
توپ کریستال (۱۹۷۶)، اولین آلبومی که شا را در آن حضور داشت، نسبتاً موفق بود، اما در مجموع ناامیدکننده بود و نتوانست به فروش آلبوم قبلی خود دست یابد. این آلبوم جدیدترین عضو گروه را به نمایش گذاشت، زیرا آهنگ «مادمازل» شا به شمارهٔ ۳۶ رسید.
هفتمین آلبوم استیکس با نام توهم بزرگ در ۷ ژوئیه ۱۹۷۷ منتشر شد و به آلبوم موفقیت‌آمیز آنها تبدیل شد و به گواهی‌نامه پلاتین سه‌گانه رسید. این باعث شد که آهنگ «بیا بادبان دور» نوشته شده توسط دی‌یانگ، در ده مورد برتر در رادیو AOR در سال ۱۹۸۷ به شمارهٔ ۸ رسید. «فریب دادن خودت (جوان عصبانی)» شا، دومین موفقیت رادیویی بود و در همان سال به رتبهٔ ۲۹ رسید.
در اواخر دههٔ ۱۹۷۰ و اوایل دههٔ ۱۹۸۰، گروه بیشترین موفقیت خود را داشت. با آلبوم قطعات هشت آنها در سال ۱۹۷۸ می‌شد فهمید که گروه در جهتی مستقیم‌تر به سمت هارد-راک حرکت می‌کند و سه تک آهنگ موفق «مرتد» (شمارهٔ ۱۶ در ایالات متحده) و «مرد یقه آبی (شب‌های طولانی)» (شمارهٔ ۲۱ در ایالات متحده) را تولید کرد، به علاوهٔ «برای روز بخوان» که به شمارهٔ ۴۱ رسید.

### دههٔ ۱۹۸۰ و فوق‌ستاره بودن
آلبوم سال ۱۹۷۹ آنها، سنگ بنا اولین موفقیت شمارهٔ ۱ آنها، تصنیف «عزیزم» دی‌یانگ را به ارمغان آورد. در اوایل سال ۱۹۸۰، «عزیزم» به بزرگ‌ترین موفقیت بین‌المللی و اولین تک‌آهنگ میلیونی گروه تبدیل شد و به رتبهٔ ۶ در بریتانیا رسید. این آلبوم همچنین شامل آهنگ خوشبینانهٔ شمارهٔ ۲۶ «چرا من» دی‌یانگ و راکر «زمان قرض گرفته‌شده» (شمارهٔ ۶۴ ایالات متحده) بود که با همکاری شا نوشته شده بود، به علاوه آهنگ محلی شا «قایق روی رودخانه» (۱۹۸۰) که در بیشتر اروپا و ژاپن موفقیت‌آمیز بود. محبوبیت این آلبوم که به شماره ۲ در بیلبورد ۲۰۰ رسید، به گروه کمک کرد تا در سال ۱۹۸۰ جایزهٔ برگزیده مردم را برای بهترین آهنگ جدید دریافت کند. در بیست و دومین دورهٔ جوایز گرمی، استیکس نامزد بهترین اجرای آواز راک توسط دو یا گروه بود و مهندسان سنگ بنا، گری لویزو و راب کینگزلند، نامزد دریافت جایزهٔ گرمی برای بهترین ضبط مهندسی شدند. این گروه همچنین در نظرسنجی گالوپ پایان سال ۱۹۸۰ به عنوان محبوب‌ترین گروه راک در ایالات متحده معرفی شد.
با موفقیت «عزیزم»، فشار دی‌یانگ برای یک مسیر اصلی‌تر شتاب گرفت، در حالی که شا و جیمز یانگ رویکردی راک محور تر را ترجیح دادند. این مشاجره بر سر مسیر موسیقی در اوایل سال ۱۹۸۰ پس از مخالفت شا با انتشار تصنیف «بار اول» به عنوان دومین تک آهنگ از آلبوم سنگ بنا، منجر به تنش مداوم شد. اگرچه این آهنگ پخش قابل توجهی را در برخی از بازارهای اصلی ایجاد می‌کرد، ای اند ام از انتشار رسمی تک‌آهنگ جلوگیری کرد و آن را با «چرا من» جایگزین کرد. این مشاجره منجر به اخراج دی‌یانگ برای مدت کوتاهی شد. با این حال، همه چیز به سرعت حل شد. در حالی که «بار اول» در ایالات متحده چارت نشد (به دلیل اینکه منتشر نشد)، در سال ۱۹۸۱ به یک تک‌آهنگ موفق در فیلیپین تبدیل شد.
در ژانویه ۱۹۸۱، استیکس آلبومی مفهومی به نام تئاتر بهشت را منتشر کرد که به بزرگ‌ترین موفقیت آنها تبدیل شد و به رتبهٔ ۱ در جدول آلبوم‌های بیلبورد پاپ رسید و با تولید پنج تک‌آهنگ، از جمله رسیدن به ده آهنگ برتر «بهترین روزگار» توسط دی‌یانگ (شمارهٔ ۳ بیلبورد، شمارهٔ ۱ Radio & Records) و «زمان زیادی در دستان من است» توسط شا (شمارهٔ ۹)، که تنها به ۱۰ آهنگ برتر برای او به عنوان عضوی از گروه، رسید. تئاتر بهشت چهارمین آلبوم متوالی مولتی پلاتین این گروه شد. بر اساس تعریف دیگری از دنیس دی‌یانگ، تئاتر بهشت یک تئاتر تاریخی شیکاگو بود که در دههٔ ۲۰ ساخته شده بود تا در روزهای سخت قرار بگیرد و تنها ۳۰ سال پس از افتتاحش بسته شود. دی‌یانگ از بهشت به عنوان استعاره‌ای از ایالات متحده در اواخر دههٔ ۱۹۷۰/اوایل دههٔ ۱۹۸۰ استفاده کرد.
یک تور جهانی بلندپروازانهٔ یک ساله در سال ۱۹۸۱ برای حمایت از آلبوم آغاز شد و یکی از پردرآمدترین تورهای سال بود. این تور دارای عناصر متعددی از تئاتر برادوی و فیلم بود، از جمله یک افتتاحیه دراماتیک که شامل یک حرکت تئاتر و دی‌یانگ به تنهایی در کنار یک نوازندهٔ پیانو بود و نمایش با تیتراژ فیلم سنتی به پایان می‌رسید. در طول تور و در طول دههٔ ۱۹۸۰ و پس از آن، گروه برنامه‌های خود را با آهنگ «تکان دادن بهشت» آغاز کرد، آهنگ آغازین تئاتر بهشت که در رتبهٔ ۸ جدول آهنگ تاپ راکس قرار گرفت و از کانال کابلی ام‌تی‌وی پخش شد.
این گروه توسط یک گروه مذهبی کالیفرنیا و بعداً مرکز منابع موسیقی والدین متهم به پنهان کردن پیام‌های شیطانی در سرود ضد کوکائین خود، «برف کور» شدند. جیمز «جی‌وای» یانگ در زمان معرفی خود برای «برف کور» هنگام پخش زنده، این اتهام را رد کرده است. دنیس دی‌یانگ نیز این اتهام را رد کرده و در برنامهٔ در استودیو با ریش قرمز به شوخی گفت: «ما به اندازه کافی مشکل داشتیم که موسیقی را درست جلوه دهیم». همچنین، یانگ نقل می‌کند: «اگر می‌خواستیم پیامی را در آهنگ‌هایمان بگذاریم، آن را در آهنگ جلوتر قرار می‌دادیم. نه این که برای شنیدن آن مجبور به خرید یک ضبط صوت ۴۰۰ دلاری باشید.»

### آلبوم کیلروی اینجا بود و اولین انحلال (۱۹۸۴–۱۹۸۳)

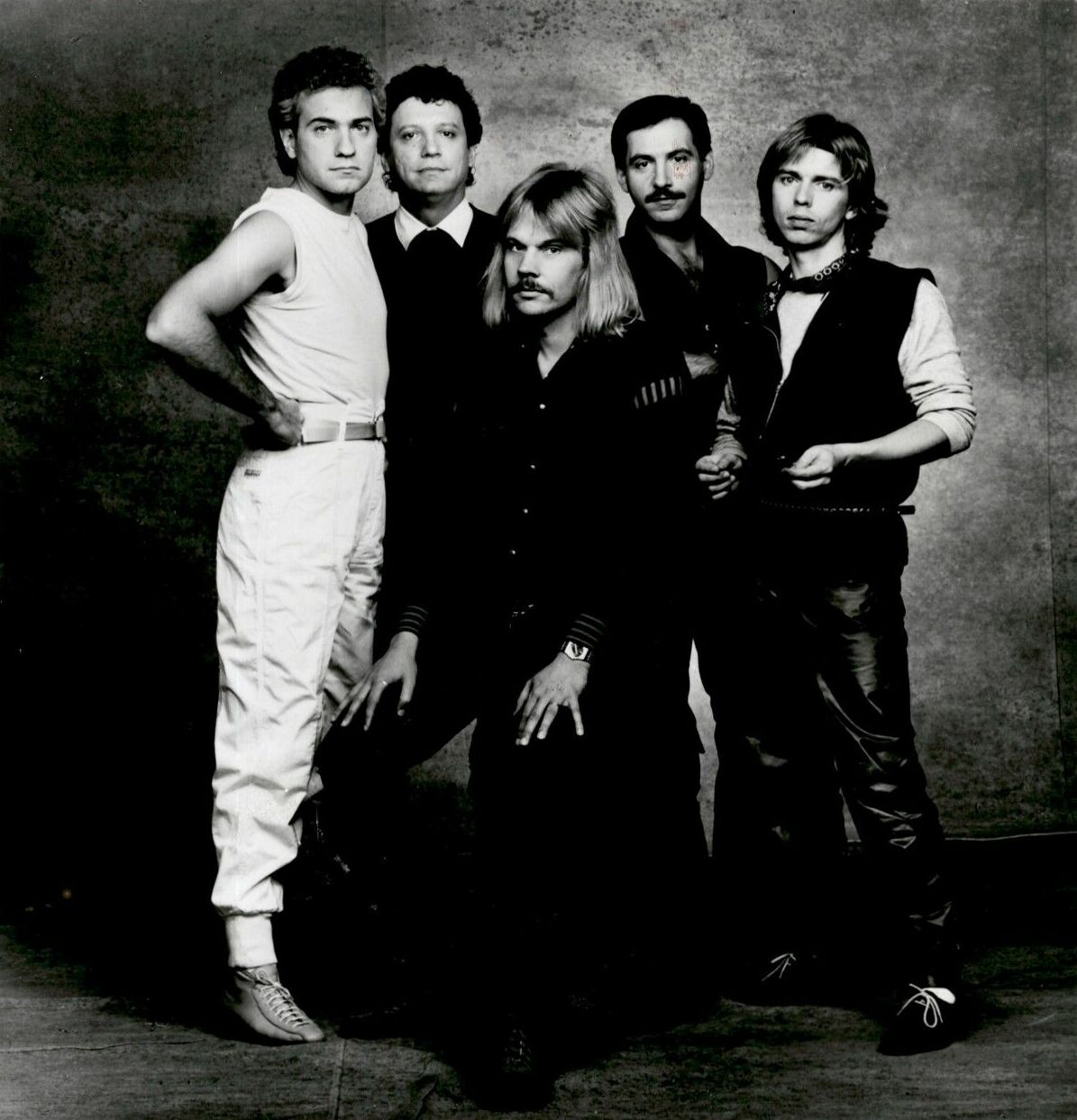
استیکس در یک عکس تبلیغاتی در سال ۱۹۸۳

گروه همچنان با پروژهٔ بعدی خود، کیلروی اینجا بود (۱۹۸۳)، یک آلبوم مفهومی کاملاً تحقق یافتهٔ دیگر، که فرم اپرای راک را در بر می‌گرفت، از دی‌یانگ پیروی کرد. این در آینده‌ای اتفاق می‌افتد که در آن اجرا و نواختن موسیقی راک به دلیل تلاش‌های یک بشارت دهندهٔ کاریزماتیک، دکتر اورت رایتوس، با بازی جیمز «جی‌وای» یانگ، غیرقانونی شده است. کیلروی اینجا بود، دی‌یانگ را در قسمت کیلروی، یک ستارهٔ راک را به ناحق زندانی شده جلوه داد. تامی شا نقش جاناتان چنس را بازی کرد، راکر جوان‌تری که برای آزادی کیلروی و لغو ممنوعیت موسیقی راک می‌جنگد. این جامعهٔ آینده توسط ربات‌ها خدمت‌رسانی می‌شوند. این اتومات‌ها که روبوتس نامیده می‌شوند، کارهای زیادی را انجام می‌دهند و تعدادی از آنها به عنوان نگهبانان زندان کیلروی خدمت می‌کنند.
بخشی از انگیزهٔ داستان کیلروی واکنش گروه به اتهام پشت نقاب بود. این آلبوم شامل آهنگ یانگ «مسمومیت با هوی متال» بود که شامل اشعاری است که به طعنه اتهامات علیه گروه را به سخره می‌گیرد. مقدمهٔ آن عمداً شامل یک پیام عقب مانده، عبارات لاتین، «annuit coeptis» و «novus ordo seclorum» از سمت رو به عقب مهر بزرگ ایالات متحده بود. با اشاره به اعلامیه استقلال ایالات متحده در سال ۱۷۷۶، اینها ترجمه شده است: «Annuit cœptis؛ او (خدا) از تعهدات ما حمایت می‌کند، و Novus ordo seclorum؛ نظم جدید اعصار.» هر دو انتخاب نیز به داستان کیلروی کمک کردند، زیرا تبهکار، یک بشارت دهنده است که به دنبال گسترش چشم‌انداز اخلاقی خود از طریق تظاهرات گسترده است.
آلبوم کیلروی اینجا بود در سال ۱۹۸۳ پلاتینی شد، با دو آهنگ برتر از ده آهنگ نوشته و خوانده شده توسط دی‌یانگ، آهنگسازی مبتنی بر سینث‌سایزر «آقای ربات» (شمارهٔ ۳ ایالات متحده) و تصنیف قدرتمند «اجازه نده تمام شود» (شمارهٔ ۶ ایالات متحده). این آلبوم نامزد بهترین ضبط مهندسی برای مهندس و دوست دیرینه، گری لویزو و مهندسان دیگر در آلبوم ویل راسکاتی و راب کینگزلند، برای بیست و ششمین جایزهٔ گرمی (۱۹۸۳) شد.
در سال ۱۹۸۳ گروه در حمایت از کیلروی اینجا بود یک نمایش صحنه‌ای بلندپروازانه ترتیب داد که شامل نمایش سه آهنگ با استفاده از آهنگ‌های پشتوانهٔ ساز بود، از جمله «آقای ربات» که دی‌یانگ را در حالی که به عنوان یک روبوتو تغییر شکل داده بود، آواز «مسمومیت هوی متال» را می‌خواند. با یانگ در نقش انجیلی دکتر رایتوس که در حال آواز خواندن در حالی که برادران پانوزو به عنوان سرسپردگان او روی صحنه بازی می‌کردند و «آیا قبلاً نبودیم» با شا در نقش جاناتان چنس و دی‌یانگ (در نقش کیلروی در لباس روبوتو) دوتایی کردند. تولید این نمایش مفصل هزینه بر بود و به اندازهٔ تورهای قبلی سودآور نبود.
کیلروی اینجا بود تنش‌های خلاقانه و رقابتی درون گروه را به فراتر از نقطه شکست رساند. این موضوع پس از اجرای نمایش آن سال کیلروی توسط گروه در فستیوال راک Texxas Jam چند گروهی تمام روز که در ورزشگاه کاتن بول در دالاس برگزار شد، تشدید شد. در حالی که در مقایسه با اکثر کارهای دیگر در این برهه، «سخت‌ترین راک‌های» خود را به نمایش گذاشتند، نمایش‌های اجرای کیلروی چندان مورد استقبال قرار نگرفت و اساساً از روی صحنه هو شدند. در پایان تور، شا که سرخورده شده بود، گروه را برای یک حرفهٔ انفرادی ترک کرد.
در سال ۱۹۸۴ گروه اولین آلبوم زندهٔ خود را با نام گرفتار در قانون منتشر کرد. این پروژه دارای یک آهنگ استودیویی به نام «زمان موسیقی» بود که به ۴۰ آهنگ برتر تبدیل شد. این کنسرت نیز با همین عنوان (و در دی وی دی در سال ۲۰۰۷) فیلمبرداری و در سیستم ویدئوی خانگی منتشر شد. در زمان انتشار آلبوم، راه آنها از هم جدا شده بود.

### اصلاحات، آلبوم لبهٔ قرن، دومین انحلال و اصلاح (۱۹۹۶–۱۹۹۰)
پس از اینکه اعضای گروه در اواخر دههٔ ۸۰ شروع به بحث در مورد اتحاد مجدد کردند، به دلیل ضبط دی‌یانگ و انتشار آلبوم انفرادی او، Boomchild، که به فوریه ۱۹۸۹ عقب افتاد، این کار نیز به تعویق افتاد. استیکس سرانجام در سال ۱۹۹۰ اصلاح شد و گلن برتنیک را به عنوان یک گیتاریست جدید معرفی کرد زیرا شا در آن زمان به گروه Damn Yankees متعهد بود.
گروه جدید یک آلبوم به نام لبۀ قرن منتشر کرد که شامل تصنیف دنیس دی‌یانگ به نام «راه را به من نشان بده» که درست قبل از اولین جنگ خلیج فارس تقویت شد. برخی از ایستگاه‌های رادیویی سه آهنگ برتر را ویرایش کردند تا صدای کودکانی را که والدینشان بین سال‌های ۱۹۹۰ تا ۱۹۹۱ در عربستان سعودی مستقر شده‌اند، شامل شود. این آهنگ در هر دو بیلبورد هات ۱۰۰ و رادیو بزرگسالان معاصر (به انگلیسی: Adult Contemporary) به شمارهٔ ۳ رسید و به‌طور مشخص در ۴۰ آهنگ برتر به مدت ۲۳ هفته و در بزرگسالان معاصر به مدت ۳۱ هفته باقی ماند. با موفقیت عظیم ترانهٔ «راه را به من نشان بده»، استیکس به تعداد انگشت شماری از آثار موسیقی پیوست تا در سه دهه و در چهار دورهٔ ریاست جمهوری مختلف، ۱۰ تک آهنگ برتر را به خود اختصاص دهد.
یک تک‌آهنگ بعدی، «عشق در نگاه اول»، در شمارهٔ ۲۵ در بیلبورد هات ۱۰۰ و شماره ۱۳ در جدول رادیو بزرگسالان معاصر قرار گرفت.
استیکس در بهار و تابستان ۱۹۹۱ در سراسر ایالات متحده تور برگزار کرد اما موفقیت آنها کوتاه مدت بود زیرا در سال ۱۹۹۲ پس از خرید ای اند ام رکوردز توسط پلی‌گرام رکوردز تور کنار گذاشته شد و یک رابطهٔ بیش از پانزده ساله پایان یافت.
گروه یک بار دیگر در سال ۱۹۹۵ متحد شد و گیتاریست تامی شا دوباره به گروه بازگشت تا «بانو» را برای آلبوم Styx Greatest Hits ضبط کند. تاد ساچرمن نوازندهٔ درام پشتیبان جای جان پانوزو را که به دلیل مشکلات کبدی ناشی از سالها نوشیدن بیش از حد مشروبات الکلی نتوانست در آن شرکت کند و در نهایت سال بعد در ۱۶ ژوئیه جان خود را از دست داد، پر کرد.
تور «بازگشت به بهشت» در سال ۱۹۹۶، با عضویت ساچرمن، موفقیت‌آمیز بود. تور اتحاد مجدد، با یک مجموعهٔ زندهٔ دو دیسک مستند شد، آلبوم بازگشت به بهشت در سال ۱۹۹۷، که شامل سه آهنگ جدید استودیویی بود: «در راه من»، «بهشت» (یک تصنیف راک نرم که همچنین در نسخهٔ دیگری در ۱۹۹۶ در آلبوم گوژپشت نوتردام دنیس دی‌یانگ ظاهر می‌شود) و «جان عزیز»، ادای احترام به پانوزوی فقید که در میان طرفداران استیکس به یک فرقهٔ مورد علاقه تبدیل شده بود. بعداً این کنسرت روی دی وی دی مستند شد. آلبوم بازگشت به بهشت در سال ۱۹۹۷ با موفقیت غافلگیرکننده‌ای روبرو شد و به مقام طلا دست یافت و تک آهنگ «بهشت» به‌طور خلاصه در جدول بزرگسالان معاصر در رتبهٔ ۲۷ قرار گرفت. پس از انتشار آلبوم، استیکس تور دیگری را آغاز کرد، این تور به مناسبت بیستمین سالگرد آلبوم توهم بزرگ بود.

### آلبوم دنیای جدید شجاع و خروج دی‌یانگ (۲۰۰۰–۱۹۹۹)
دو سال بعد، در سال ۱۹۹۹، گروه اولین آلبوم استودیویی جدید خود را پس از تقریباً یک دهه منتشر کرد: دنیای جدید شجاع. اما پس از آن، به دلیل بیماری، دی‌یانگ نتوانست به تور متعهد شود، بنابراین لارنس گوان، یک پیانیست کلاسیک، که به عنوان یک بازیگر انفرادی در سونی کانادا به موفقیت پلاتینیوم دست یافته بود، جایگزین او شد. آهنگ انفرادی گوان در سال ۱۹۸۵ «یک ذهن جنایتکار» در لیست مجموعه تورهای آنها گنجانده شد و تا دههٔ ۲۰۱۰ اجرا می‌شد.
چاک پانوزو نوازندهٔ بیس در سال ۱۹۹۹ به دلیل مشکلات سلامتی مربوط به مبارزه با اچ آی وی/ایدز کنار گذاشته شد. «بیرون آمدن عمومی» او در سال ۲۰۰۱ در ضیافت سالانهٔ کمپین حقوق بشر، با حضور جیمز «جی‌وای» یانگ برای حمایت رخ داد.
در ۹ ژوئن ۲۰۰۰، استیکس با گروه آرئی‌او اسپیدواگن در آمفی تئاتر ریورپورت ظاهر شد. یک قطعهٔ ضبط شدهٔ ۲ سی دی از کنسرت با عنوان Arch Allies: Live at Riverport منتشر شد، با یک دیسک از مجموعهٔ هر گروه و هر دو دیسک با اجرای دو گروه که در نسخه‌های جام «مرد یقه آبی» از استیکس و «رول با تغییرات» از آرئی‌او همکاری می‌کردند، به پایان رسید. هر گروه همچنین مجموعه خود را به‌عنوان یک آلبوم جداگانه با آهنگ‌های اضافی منتشر کرد: نسخهٔ استیکس در لبۀ رودخانه: زنده در سنت لوئیس بود.

### آلبوم‌های سیکلوراما و نظریهٔ انفجار بزرگ (۲۰۰۹–۲۰۰۳)

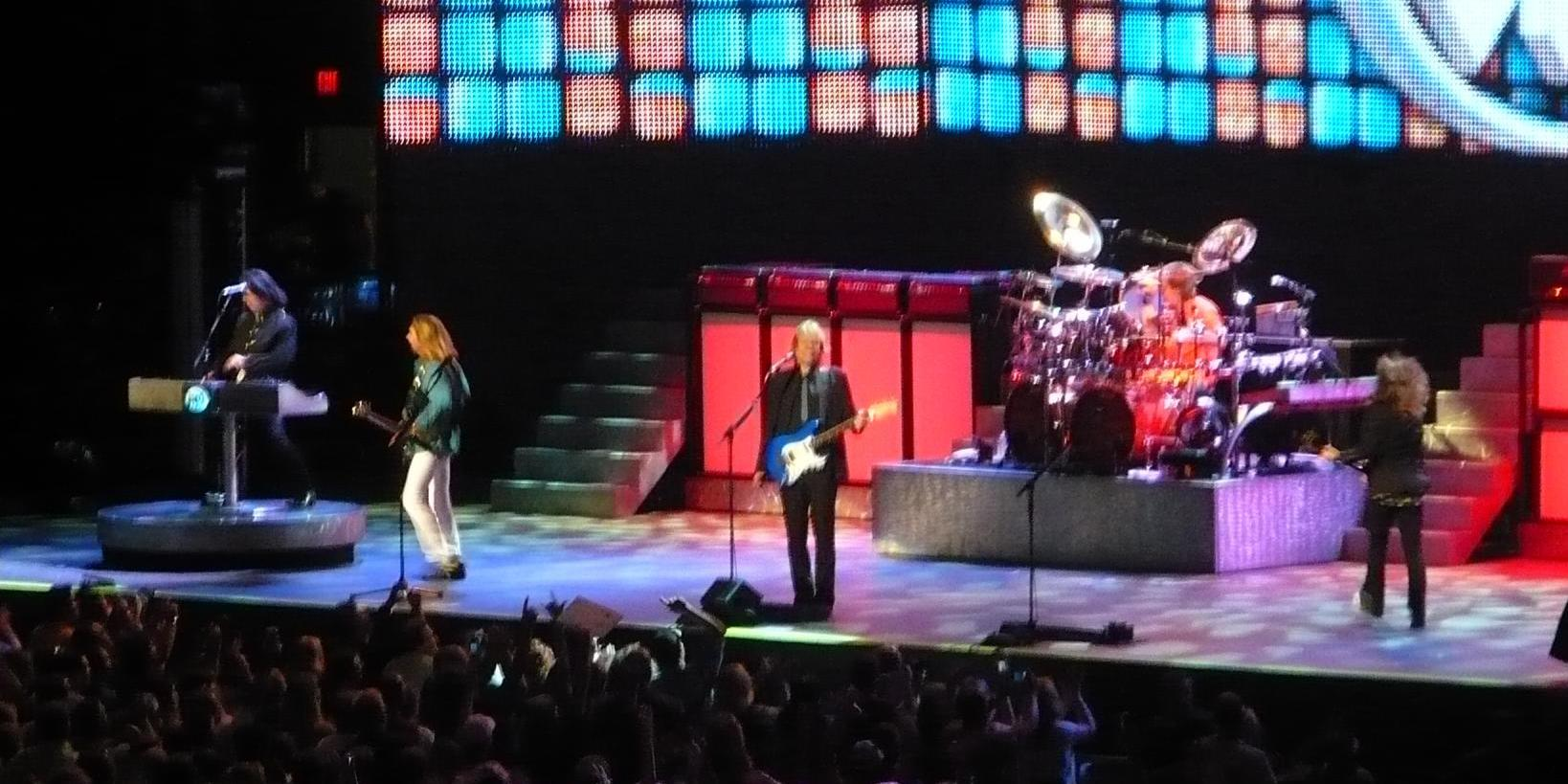
اجرای استیکس در سال ۲۰۰۹

گروه جدید استیکس چندین آلبوم زنده منتشر کرد و آلبوم استودیویی سیکلوراما را در فوریه ۲۰۰۳ منتشر کرد که به رتبهٔ ۱۲۷ در جدول آلبوم‌های بیلبورد ۲۰۰ رسید. تک‌آهنگ «در انتظار زمان ما» موفق به کسب شمارهٔ ۳۷ در جدول اصلی بیلبورد راک به مدت ۱ هفته رسید. استیکس در این دوره تورهای زیادی برگزار کرد و آلبوم‌های زندهٔ دیگری منتشر کرد. استیکس همچنین قبل از بازی Oakland Raiders vs. Tampa Bay Buccaneers بخشی از سرگرمی‌های پیش از بازی سوپر بول در سن دیگو بود. آنها یک مجموعهٔ کوتاه را در پارکینگ و همچنین در زمین درست قبل از بازی اجرا کردند و آهنگ «ما قهرمانیم» از کوئین را اجرا کردند.
برتنیک در سپتامبر ۲۰۰۳ استیکس را ترک کرد. ریکی فیلیپس که سابقاً از گروه Babys و Bad English بود، جایگزین او شد. پانوزو در گروه باقی ماند اما در کنسرت‌هایی که حدود چهار آهنگ بیس می‌نواخت، از جمله یک دوئت با لارنس گوان، حضور داشت. برتنیک دوباره در چند سال آینده برای برگزاری تورهای متعدد به دی‌یانگ پیوست.
در ۵ ژوئن ۲۰۰۴، استیکس در جشنواره گیتار کراسرودز اریک کلاپتون با پوشش آهنگ‌های جیمی هندریکس، بی بی کینگ و اسلیم هارپو به همراه جف بکستر به عنوان مهمان ویژه شرکت کرد.
در سال ۲۰۰۵، استیکس آلبومی از آهنگ‌های جلد به نام نظریۀ انفجار بزرگ را منتشر کرد که به ۵۰ آلبوم برتر بیلبورد رسید که بالاترین آلبوم آنها از سال ۱۹۹۰ بود. نسخهٔ آنها از آهنگ بیتلز «I Am the Walrus» مقداری پخش رادیویی دریافت کرد و ویدیویی برای این آهنگ ساخته شد.
از ۲۱ آوریل ۲۰۰۶، طبق گزارش انجمن صنفی ضبط موسیقی آمریکا، که به هنرمندان و گروه‌ها وضعیت طلا/پلاتین اعطا می‌کند، استیکس با ۱۷٫۵ میلیون ضبط فروخته شده در ایالات متحده در رتبهٔ ۱۲۷ قرار دارد. در تارنمای آمازون دات کام دربارهٔ کتاب پانوزو با نام The Grand Illusion: Love, Lies, and My Life with Styx آمده است که استیکس بیش از ۵۴ میلیون آلبوم فروخته است.
در ۲۱ فوریه ۲۰۱۰، تجسم فعلی گروه قبل از رقابت‌های جام ناسکار Auto Club 500 در فونتانا، کالیفرنیا اجرا شد. در یک تور در آمریکای شمالی که در مه ۲۰۱۰ آغاز شد، استیکس یکی از سرفصل‌های یونایتد در راک با گروه فارنر و مهمانان ویژهٔ گروه کنزس بود. در ژوئیه ۲۰۱۰، استیکس انتشار آتی بازسازی: جلد ۱ را اعلام کرد، نسخهٔ جدیدی که شامل شش آهنگ دوباره ضبط شده و یک آهنگ جدید با عنوان «تفاوت در جهان» است. این مصادف با «تور توهم بزرگ/قطعات هشت» بود که هر دو آلبوم به‌طور کامل در آن پخش شد.
در نوامبر ۲۰۱۰ استیکس اعلام کرد که کنسرت خود را در ممفیس در ۹ نوامبر برای یک دی وی دی فیلمبرداری می‌کنند. این کنسرت برجسته در تئاتر تاریخی Orpheum ضبط شد، جایی که استیکس هر دو آلبوم کلاسیک خود، توهم بزرگ در سال ۱۹۷۷ و قطعات هشت در سال ۱۹۷۸ را اجرا کرد. آنها همچنین اعلام کردند که با گروه‌های جرنی و فارنر برای پنج قرار در ژوئن ۲۰۱۱ در بریتانیا تور خواهند داشت.
در اوایل آوریل ۲۰۱۱، اعلام شد که استیکس با گروه یس برای «تور پیشرو ایالات متحده» که در ۴ ژوئیه ۲۰۱۱ آغاز شد، با افتتاحیهٔ خواننده و ترانه‌سرای ساکن لس آنجلس، شین الکساندر، به یس ملحق خواهد شد. در ۱۵ دسامبر ۲۰۱۱، آنها در نمایش اسکیت بازی Improv-Ice شرکت کردند که در ۱۵ ژانویه ۲۰۱۲ از تلویزیون پخش شد. در ۲۶ ژانویه ۲۰۱۳، کانال پالادیا اولین کنسرت فیلمبرداری شده در نوامبر ۲۰۱۰ را پخش کرد. در ۲۲ نوامبر ۲۰۱۳، آنها از برگزاری کنسرت سودمند با آرئی‌او اسپیدواگن با عنوان «راک برای نجات» برای جمع‌آوری پول برای خانواده‌های آسیب دیده از گردباد در مرکز ایلینوی خبر دادند.
تابستان ۲۰۱۴ گروه را در یک بستهٔ تور جدید به نام موسیقی متن تابستان با فارنر و دن فلدر سابق گروه ایگلز در یک راه قرار داد. تور تابستانی ۲۰۱۵ استیکس شاهد اتحاد مجدد آنها با گروه دف لپارد بود. همراه با تسلا، گروه‌ها در سرتاسر ایالات متحده مکان‌هایی در فضای باز، داشتند. در سال ۲۰۱۶، استیکس اعلام کرد که مجموعه‌ای از اجراها در اوایل سال ۲۰۱۷ در ونیشین در لاس وگاس با فلدر برگزار می‌شود.
در فوریه ۲۰۱۷، اعلام شد که استیکس و آرئی‌او اسپیدواگن در توری تحت عنوان «United We Rock» با مهمان ویژه فلدر که در سالن‌های کنسرت بزرگ در سراسر ایالات متحده بود، به اعضاء خواهند پیوست. در ۲۱ آوریل ۲۰۱۷، استیکس یک آلبوم استودیویی با عنوان ماموریت را اعلام کرد که به‌طور همزمان تک‌آهنگ «Gone Gone Gone» را منتشر کرد. این آلبوم در ۱۶ ژوئن ۲۰۱۷ منتشر شد و یک آلبوم مفهومی دربارهٔ مأموریت به مریخ است.
در ۷ آوریل ۲۰۲۱، استیکس از طریق رسانه‌های اجتماعی اعلام کرد که یک آلبوم چندآهنگه با عنوان The Same Stardust EP را منتشر خواهد کرد که دارای دو آهنگ جدید و همچنین چند قطعه ضبط زنده است. آلبوم در ۱۲ ژوئن ۲۰۲۱ به صورت انحصاری در فروشگاه‌های ضبط مستقل به عنوان بخشی از RSD Drops for Record Store Day 2021 منتشر شد.
از ۳۰ آوریل ۲۰۲۱ تا ۵ مه ۲۰۲۱، استیکس آثار هنری را در رسانه‌های اجتماعی منتشر کرد که شامل شمارش معکوس در گوشه‌ای بود که در نهایت منجر به افشای آلبوم جدید آنها سقوط تاج می‌شد که در ۶ مه ۲۰۲۱ آشکار شد. با فاش شدن این خبر، آنها آهنگ عنوان آلبوم را روی پلتفرم‌های استریم منتشر کردند. سایت Prog Report آلبوم را بررسی کرد و گفت که «به عنوان یکی از بهترین‌ها در کاتالوگ آنها می‌ایستد.»
علیرغم بررسی‌های مثبت، سقوط تاج تنها برای یک هفته در بیلبورد ۲۰۰ در جدول قرار گرفت و در رتبهٔ ۱۱۴ قرار گرفت. پس از اولین تولید مأموریت و سقوط تاج و پیوستن استیکس به روی صحنه در لاس وگاس برای نواختن کامل مأموریت در ۲۳ ژانویه ۲۰۱۹، گیتاریست ویل ایوانکوویچ برای تور تابستانی ۲۰۲۱ خود به استیکس پیوست که آنها را دوباره در راه یافت.
در ۵ ژوئن ۲۰۲۲، استیکس به تالار مشاهیر موزهٔ راک اند رول ایلینوی معرفی شد. در همان شب دنیس دی‌یانگ علاوه بر این به عنوان ترانه‌سرا معرفی شد.
در ۲۰ مارس ۲۰۲۴، از طریق رسانه‌های اجتماعی اعلام شد که ریکی فیلیپس گروه را ترک می‌کند تا زمان بیشتری را در خانه و دور از اجرا بگذراند. در ۲۲ مارس ۲۰۲۴، تری برادر کوچکتر لارنس گوان به عنوان نوازندهٔ بیس در حال تور جدید برای استیکس در نمایش آنها در والینگفورد، سی تی، اولین حضور خود را آغاز کرد. در ۱۷ مه او به عنوان عضو رسمی اعلام شد.

## اعضای گروه
| اعضای فعلی - جیمز «جی‌وای» یانگ – گیتار، بک خواننده و خوانندهٔ اصلی، کیبوردهای گاه به گاه (۱۹۸۴–۱۹۷۲، ۱۹۹۱–۱۹۹۰، ۱۹۹۵–اکنون) - چاک پانوزو – بیس، گاه به گاه بک خواننده (۱۹۸۴–۱۹۷۲، ۱۹۹۱–۱۹۹۰، ۱۹۹۵–اکنون؛ از سال ۱۹۹۹ کنسرت کامل اجرا نمی‌کند) - تامی شا – گیتار، خوانندهٔ اصلی و پشتیبان، گاه به گاه ماندولین و بانجو (۱۹۸۴–۱۹۷۵، ۱۹۹۵–اکنون) - تاد ساچرمن – درامز، سازهای کوبه‌ای، گاه به گاه بک خواننده (۱۹۹۵–اکنون) - لارنس گوان – کیبورد، خوانندهٔ اصلی و پشتیبان، گیتار آکوستیک گاه به گاه (۱۹۹۹–اکنون) - ویل ایوانکوویچ – گیتار، بک خواننده، ماندولین و کیبورد گاه به گاه (۲۰۲۱–اکنون؛ نوازندهٔ پشتیبان، مهمان، و تهیه‌کننده ۲۰۲۱–۲۰۱۵) - تری گوان – بیس، بک خواننده (۲۰۲۴–اکنون) | اعضای پیشین - جان «جی‌سی» کورولوسکی – گیتار، خوانندهٔ اصلی و پشتیبان، کیبورد (۱۹۷۵–۱۹۷۲؛ درگذشت ۱۹۸۸) - دنیس دی‌یانگ – کیبورد، خوانندهٔ اصلی و بک خواننده (۱۹۸۴–۱۹۷۲، ۱۹۹۱–۱۹۹۰، ۱۹۹۹–۱۹۹۵) - جان پانوزو – درامز، سازهای کوبه‌ای، بک خواننده گاه به گاه (۱۹۸۴–۱۹۷۲، ۱۹۹۱–۱۹۹۰؛ درگذشت ۱۹۹۶) - گلن برتنیک – گیتار، بک خواننده و خوانندهٔ اصلی (۱۹۹۱–۱۹۹۰، ۲۰۰۳–۱۹۹۹)؛ بیس (۲۰۰۹–۱۹۹۹) - ریکی فیلیپس – بیس، بک خواننده، گیتار گاه به گاه (۲۰۲۴–۲۰۰۳) |

## ترانه‌شناسی

### آلبوم‌های استودیویی
- استیکس (۱۹۷۲)
- استیکس ۲ (۱۹۷۳)
- افعی در حال قیام است (۱۹۷۳)
- مرد معجزه (۱۹۷۴)
- اعتدال (۱۹۷۵)
- توپ کریستال (۱۹۷۶)
- توهم بزرگ (۱۹۷۷)
- قطعات هشت (۱۹۷۸)
- سنگ بنا (۱۹۷۹)
- تئاتر بهشت (۱۹۸۱)
- کیلروی اینجا بود (۱۹۸۳)
- لبۀ قرن (۱۹۹۰)
- دنیای جدید شجاع (۱۹۹۹)
- سیکلوراما (۲۰۰۳)
- نظریۀ انفجار بزرگ (۲۰۰۵)
- ماموریت (۲۰۱۷)
- سقوط تاج (۲۰۲۱)

## آلبوم‌های چند پلاتینی متوالی
از سال ۱۹۷۷ تا ۱۹۸۱، استیکس چهار آلبوم متوالی منتشر کرد که گواهی مولتی-پلاتینیوم را دریافت کردند، برای حداقل ۲ میلیون واحد فروخته شده توسط انجمن صنعت ضبط موسیقی ایالات متحده: توهم بزرگ (۱۹۷۷)، قطعات هشت (۱۹۷۸)، سنگ بنا (۱۹۷۹) و تئاتر بهشت (۱۹۸۱).
در دوره‌ای که این آلبوم‌ها در چارت قرار گرفتند، تنها گواهینامه‌های انجمن صنعت ضبط موسیقی ایالات متحده برای طلا (۵۰۰۰۰۰ عدد فروخته شده) و پلاتین (۱ میلیون) بود. جوایز چند پلاتینیوم در اواخر اکتبر ۱۹۸۴ معرفی شدند. به دنبال این تحول، شرکت‌های ضبط رکوردهای فروش محبوب‌ترین هنرمندان خود را به حسابداران ارائه کردند تا به آستانه‌های جدید دست یابند. استیکس سه آلبوم سه‌گانه پلاتینیوم؛ توهم بزرگ (۱۹۷۷)، قطعات هشت (۱۹۷۸) و تئاتر بهشت (۱۹۸۱)، و یک آلبوم دو پلاتین؛ سنگ بنا (۱۹۷۹) را در همان تاریخ، ۱۴ نوامبر ۱۹۸۴ به دست آورد. ارقام کامل و دقیق فروش تاریخی آلبوم‌های ضبط شده به راحتی در دسترس عموم نیست، اما گواهینامه‌ها که در سایت انجمن صنعت ضبط موسیقی ایالات متحده یافت می‌شود، نشان می‌دهد که شاهکاری که گروه در واقع به دست آورد، اولین گروهی بود که چهار بار متوالی جایزه دریافت کرد. آلبوم‌های پلاتینیوم که سه تا از آن‌ها رتبه‌بندی بهتری نسبت به دوبل پلاتین دارند. استیکس در ۲۳ اوت ۲۰۰۵ آلبوم دیگری با دو پلاتین به نام Greatest Hits (Volume I) به دست آورد.